# Église Saint-Antoine de Pondaurat
Pour les articles homonymes, voir Église Saint-Antoine.
L'église Saint-Antoine de Pondaurat est une église catholique située à Pondaurat, en France.

## Localisation
L'église est située dans le département français de la Gironde, sur la commune de Pondaurat, au cœur du bourg.

## Historique
L'édifice construit, à l'origine, au XIIIe siècle est inscrit au titre des monuments historiques par arrêté du 21 novembre 1925 en totalité.

## Galerie

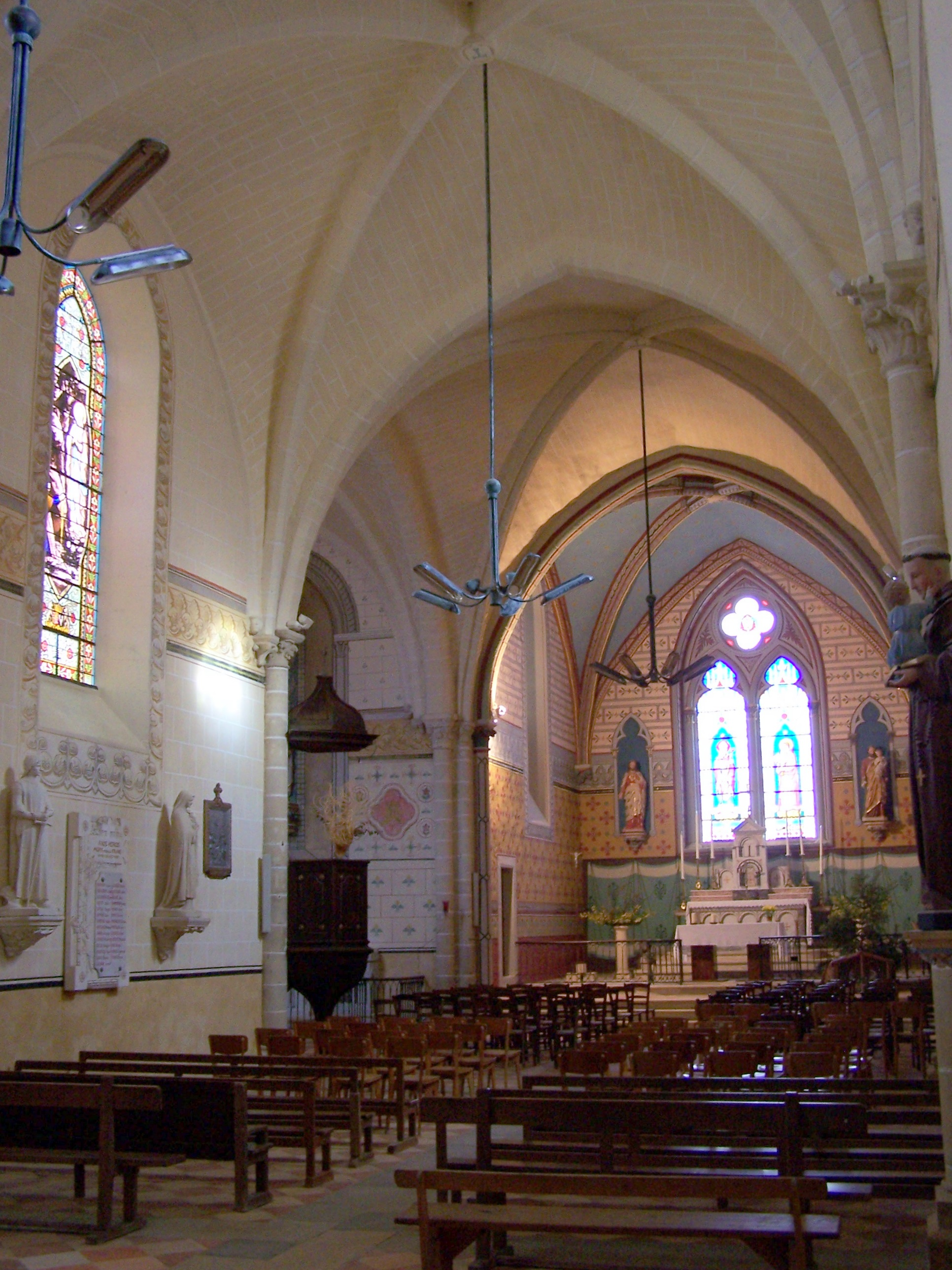
La nef (déc. 2009)